# Paralephana exangulata
Paralephana exangulata là một loài bướm đêm trong họ Noctuidae.